# Alessandro Tonelli
Alessandro Tonelli (Bréscia, 29 de maio de 1992) é um ciclista italiano que corre na equipa Bardiani-CSF-Faizanè de categoria UCI ProTeam.

## Palmarés
- 2018
  - 1 etapa do Tour da Croácia[2]

## Resultados em Grandes Voltas
| Corrida | Corrida         | 2015 | 2016 | 2017 | 2018 | 2019 | 2020 |
| ------- | --------------- | ---- | ---- | ---- | ---- | ---- | ---- |
|         | Giro d'Italia   | —    | —    | —    | Ab.  | —    | 51.º |
|         | Tour de France  | —    | —    | —    | —    | —    | —    |
|         | Volta a Espanha | —    | —    | —    | —    | —    | —    |

—: não participa 

Ab.: abandono 